# Historique des champions du Monde de la FIA
La Fédération internationale de l'automobile (FIA), distingue les Championnats du Mondes des autres trophées ou coupes internationales. Si tous représentent la distinction la plus prestigieuse d'une catégorie, la FIA ne les reconnaît pas inconditionnellement comme étant digne d'un titre Mondial. Ceci implique un certain nombres de constructeurs officiels engagés et plusieurs continents hébergeant des épreuves sur la saison.
Sont mentionnés en gras les années assurant un titre Mondial aux vainqueurs.

## Pilotes Champions du Monde de la FIA

### Formule 1 (depuis 1950)
Championnat du Monde de Formule 1 (F1)
- 1950 -  Giuseppe Farina (Alfa Romeo)
- 1951 -  Juan Manuel Fangio (Alfa Romeo)
- 1952 -  Alberto Ascari (Ferrari)
- 1953 -  Alberto Ascari (Ferrari)
- 1954 -  Juan Manuel Fangio (Maserati & Mercedes)
- 1955 -  Juan Manuel Fangio (Mercedes)
- 1956 -  Juan Manuel Fangio (Ferrari)
- 1957 -  Juan Manuel Fangio (Maserati)
- 1958 -  Mike Hawthorn (Ferrari)
- 1959 -  Jack Brabham (Cooper-Climax)
- 1960 -  Jack Brabham (Cooper-Climax)
- 1961 -  Phil Hill (Ferrari)
- 1962 -  Graham Hill (BRM)
- 1963 -  Jim Clark (Lotus-Climax)
- 1964 -  John Surtees (Ferrari)
- 1965 -  Jim Clark (Lotus-Climax)
- 1966 -  Jack Brabham (Brabham-Repco)
- 1967 -  Denny Hulme (Brabham-Repco)
- 1968 -  Graham Hill (Lotus-Ford)
- 1969 -  Jackie Stewart (Matra-Ford)
- 1970 -  Jochen Rindt (Lotus-Ford)
- 1971 -  Jackie Stewart (Tyrrell-Ford)
- 1972 -  Emerson Fittipaldi (Lotus-Ford)
- 1973 -  Jackie Stewart (Tyrrell-Ford)
- 1974 -  Emerson Fittipaldi (McLaren-Ford)
- 1975 -  Niki Lauda (Ferrari)
- 1976 -  James Hunt (McLaren-Ford)
- 1977 -  Niki Lauda (Ferrari)
- 1978 -  Mario Andretti (Lotus-Ford)
- 1979 -  Jody Scheckter (Ferrari)
- 1980 -  Alan Jones  (Williams-Ford)
- 1981 -  Nelson Piquet (Brabham-Ford)
- 1982 -  Keke Rosberg (Williams-Ford)
- 1983 -  Nelson Piquet (Brabham-BMW)
- 1984 -  Niki Lauda (McLaren-TAG Porsche)
- 1985 -  Alain Prost (McLaren-TAG Porsche)
- 1986 -  Alain Prost (McLaren-TAG Porsche)
- 1987 -  Nelson Piquet (Williams-Honda)
- 1988 -  Ayrton Senna (McLaren-Honda)
- 1989 -  Alain Prost (McLaren-Honda)
- 1990 -  Ayrton Senna (McLaren-Honda)
- 1991 -  Ayrton Senna (McLaren-Honda)
- 1992 -  Nigel Mansell (Williams-Renault)
- 1993 -  Alain Prost (Williams-Renault)
- 1994 -  Michael Schumacher (Benetton-Ford)
- 1995 -  Michael Schumacher (Benetton-Renault)
- 1996 -  Damon Hill  (Williams-Renault)
- 1997 -  Jacques Villeneuve (Williams-Renault)
- 1998 -  Mika Häkkinen (McLaren-Mercedes)
- 1999 -  Mika Häkkinen (McLaren-Mercedes)
- 2000 -  Michael Schumacher (Ferrari)
- 2001 -  Michael Schumacher (Ferrari)
- 2002 -  Michael Schumacher (Ferrari)
- 2003 -  Michael Schumacher (Ferrari)
- 2004 -  Michael Schumacher (Ferrari)
- 2005 -  Fernando Alonso (Renault)
- 2006 -  Fernando Alonso (Renault)
- 2007 -  Kimi Räikkönen (Ferrari)
- 2008 -  Lewis Hamilton (McLaren-Mercedes)
- 2009 -  Jenson Button  (Brawn GP-Mercedes)
- 2010 -  Sebastian Vettel  (Red Bull-Renault)
- 2011 -  Sebastian Vettel (Red Bull-Renault)
- 2012 -  Sebastian Vettel (Red Bull-Renault)
- 2013 -  Sebastian Vettel (Red Bull-Renault)
- 2014 -  Lewis Hamilton (Mercedes)
- 2015 -  Lewis Hamilton (Mercedes)
- 2016 -  Nico Rosberg (Mercedes)
- 2017 -  Lewis Hamilton (Mercedes)
- 2018 -  Lewis Hamilton (Mercedes)
- 2019 -  Lewis Hamilton (Mercedes)
- 2020 -  Lewis Hamilton (Mercedes)
- 2021 -  Max Verstappen (Red Bull-Honda)
- 2022 -  Max Verstappen (Red Bull-RBPT)
- 2023 -  Max Verstappen (Red Bull-Honda RBPT)
- 2024 -  Max Verstappen (Red Bull-Honda RBPT)

### Voitures de Sport & Endurance (1980 - 1992; depuis 2012)
Challenge des pilotes d'endurance
- 1978 -  John Paul Sr. (Porsche et Mazda)
- 1979 -  Don Whittington (Porsche et AMC)
- 1980 -  John Paul Sr. (Porsche et Mazda)

Championnat du monde des voitures de Sport (WSC)
- 1981 -  Bob Garretson (Porsche)
- 1982 -  Jacky Ickx (Porsche)
- 1983 -  Jacky Ickx (Porsche)
- 1984 -  Stefan Bellof (Porsche)
- 1985 -  Derek Bell /  Hans-Joachim Stuck (Porsche)
- 1986 -  Derek Bell (Porsche)
- 1987 -  Raul Boesel (Jaguar)
- 1988 -  Martin Brundle (Jaguar)
- 1989 -  Jean-Louis Schlesser (Sauber-Mercedes)
- 1990 -  Mauro Baldi /  Jean-Louis Schlesser (Sauber-Mercedes)
- 1991 -  Teo Fabi (Jaguar)
- 1992 -  Derek Warwick /  Yannick Dalmas (Peugeot)

International Sports Racing Series (FIA Sports Car Championship en 2001)
- 1997 - Non décerné
- 1998 -  Emmanuel Collard /  Vincenzo Sospiri (JB Giesse - Ferrari)
- 1999 -  Emmanuel Collard /  Vincenzo Sospiri (JB Giesse - Ferrari)
- 2000 -  Christian Pescatori /  David Terrien (JB Giesse - Ferrari)
- 2001 -  Marco Zadra (Scuderia Italia - Ferrari)
- 2002 -  Jan Lammers /  Val Hillebrand (Racing for Holland - Dome)
- 2003 -  Jan Lammers /  John Bosch (Racing for Holland - Dome)

Championnat du Monde d'Endurance (WEC)
- 2012 -  André Lotterer /  Benoît Tréluyer /  Marcel Fässler (Audi)
- 2013 -  Allan McNish /  Tom Kristensen /  Loïc Duval (Audi)
- 2014 -  Anthony Davidson /  Sébastien Buemi (Toyota)
- 2015 -  Timo Bernhard /  Mark Webber /  Brendon Hartley (Porsche)
- 2016 -  Marc Lieb /  Romain Dumas /  Neel Jani (Porsche)
- 2017 -  Timo Bernhard  /  Brendon Hartley /  Earl Bamber (Porsche)
- 2018-19 -  Fernando Alonso /  Kazuki Nakajima /  Sébastien Buemi (Toyota)
- 2020 -  Mike Conway /  José-Maria Lopez /  Kamui Kobayashi (Toyota)
- 2021 -  Mike Conway /  José-Maria Lopez /  Kamui Kobayashi   (Toyota)
- 2022 -  Ryo Hirakawa /  Sébastien Buemi /  Brendon Hartley (Toyota)
- 2023 -  Ryo Hirakawa /  Sébastien Buemi /  Brendon Hartley (Toyota)
- 2024 -  André Lotterer /  Kévin Estre /  Laurens Vanthoor (Porsche)

### Rallye (depuis 1979)[3]
Coupe des Pilotes FIA
- 1977 -  Sandro Munari (Lancia)
- 1978 -  Markku Alén (Lancia + Fiat)

Championnat du Monde des Rallyes (WRC)
- 1979 -  Bjorn Waldegard (Ford + Mercedes)
- 1980 -  Walter Röhrl (Fiat)
- 1981 -  Ari Vatanen (Ford)
- 1982 -  Walter Röhrl (Opel)
- 1983 -  Hannu Mikkola (Audi)
- 1984 -  Stig Blomqvist (Audi)
- 1985 -  Timo Salonen (Peugeot)
- 1986 -  Juha Kankkunen (Peugeot)
- 1987 -  Juha Kankkunen (Lancia)
- 1988 -  Massimo Biasion (Lancia)
- 1989 -  Massimo Biasion (Lancia)
- 1990 -  Carlos Sainz (Toyota)
- 1991 -  Juha Kankkunen (Lancia)
- 1992 -  Carlos Sainz (Toyota)
- 1993 -  Juha Kankkunen (Toyota)
- 1994 -  Didier Auriol (Toyota)
- 1995 -  Colin McRae (Subaru))
- 1996 -  Tommi Mäkinen (Mitsubishi)
- 1997 -  Tommi Mäkinen (Mitsubishi)
- 1998 -  Tommi Mäkinen (Mitsubishi)
- 1999 -  Tommi Mäkinen (Mitsubishi)
- 2000 -  Marcus Grönholm (Peugeot)
- 2001 -  Richard Burns (Subaru)
- 2002 -  Marcus Grönholm (Peugeot)
- 2003 -  Petter Solberg (Subaru)
- 2004 -  Sébastien Loeb (Citroën)
- 2005 -  Sébastien Loeb (Citroën)
- 2006 -  Sébastien Loeb (Citroën)
- 2007 -  Sébastien Loeb (Citroën)
- 2008 -  Sébastien Loeb (Citroën)
- 2009 -  Sébastien Loeb (Citroën)
- 2010 -  Sébastien Loeb (Citroën)
- 2011 -  Sébastien Loeb (Citroën)
- 2012 -  Sébastien Loeb (Citroën)
- 2013 -  Sébastien Ogier (Volkswagen)
- 2014 -  Sébastien Ogier (Volkswagen)
- 2015 -  Sébastien Ogier (Volkswagen)
- 2016 -  Sébastien Ogier (Volkswagen)
- 2017 -  Sébastien Ogier (M-Sport/Ford)
- 2018 -  Sébastien Ogier (M-Sport/Ford)
- 2019 -  Ott Tänak (Toyota)
- 2020 -  Sébastien Ogier (Toyota)
- 2021 -  Sébastien Ogier (Toyota)
- 2022 -  Kalle Rovanperä (Toyota)
- 2023 -  Kalle Rovanperä (Toyota)
- 2024 -  Thierry Neuville (Hyundai)

### Voiture de Tourisme (1987; 2005 - 2017)[4]
Championnat du monde des voitures de tourisme
- 1987 -  Roberto Ravaglia (Schnitzer - BMW)

Coupe du Monde des voitures de tourisme
- 1993 -  Paul Radisich (Ford)
- 1994 -  Paul Radisich (Ford)
- 1995 -  Frank Biela (Audi)

Championnat International Touring Championship, en association puis remplacement du championnat allemand DTM
- 1995 -  Bernd Schneider (Mercedes)
- 1996 -  Manuel Reuter (Opel)

Championnat du monde des voitures de tourisme (WTCC)
- 2005 -  Andy Priaulx (BMW)
- 2006 -  Andy Priaulx  (BMW)
- 2007 -  Andy Priaulx  (BMW)
- 2008 -  Yvan Muller (SEAT)
- 2009 -  Gabriele Tarquini (SEAT)
- 2010 -  Yvan Muller  (Chevrolet)
- 2011 -  Yvan Muller  (Chevrolet)
- 2012 -  Robert Huff (Chevrolet)
- 2013 -  Yvan Muller (Chevrolet)
- 2014 -  José Maria Lopez (Citroën)
- 2015 -  José Maria Lopez  (Citroën)
- 2016 -  José Maria Lopez  (Citroën)
- 2017 -  Thed Björk (Volvo)

Coupe du Monde des voitures de tourisme (WTCR)
- 2018 -  Gabriele Tarquini (BRC - Hyundai)
- 2019 -  Norbert Michelisz (BRC - Hyundai)
- 2020 -  Yann Ehrlacher (Cyan Racing - Lynk & Co.)
- 2021 -  Yann Ehrlacher (Cyan Racing - Lynk & Co.)
- 2022 -  Mikel Azcona (BRC - Hyundai)

Championnat TCR World Tour - Championnat indépendant de la FIA (en 2023 seulement)
- 2023 -  Norbert Michelisz (BRC - Hyundai)
- 2024 -  Norbert Michelisz (BRC - Hyundai)

### Voitures de Grand Tourisme (2010-2012; )[5]
Le statut de championnat du Monde du FIA GT est tardif, ce dernier était lui-même dérivé du BPR, apparût après l'arrêt du championnat du monde d'Endurance en 1992. Après trois années d'existance, celui-ci disparaît à son tour pour devenir les FIA GT Series. 
Championnat BPR - Championnat indépendant de la FIA 
- 1994 - (Non décerné)
- 1995 -  Thomas Bscher /  John Nielsen (West Competition - McLaren)
- 1996 -  Ray Bellm /  James Weaver (Gulf Racing - McLaren)

Championnat FIA GT
- 1997 -  Bernd Schneider (AMG Mercedes)
- 1998 -  Klaus Ludwig / Ricardo Zonta (AMG Mercedes)
- 1999 -  Olivier Beretta /  Karl Wendlinger (Chrysler Viper Team Oreca)
- 2000 -  Julian Bailey /  Jamie Campbell-Walter (Lister Storm Racing)
- 2001 -  Christophe Bouchut /  Jean-Philippe Belloc (Larbre Compétition-Chéreau - Chrysler)
- 2002 -  Christophe Bouchut (Larbre Compétition-Chéreau - Chrysler)
- 2003 -  Thomas Biagi /  Matteo Bobbi (BMS Scuderia Italia - Ferrari)
- 2004 -  Fabrizio Gollin /  Luca Cappellari (BMS Scuderia Italia - Ferrari)
- 2005 -  Gabriele Gardel (Labre Compétition - Ferrari)
- 2006 -  Michael Bartels /  Andrea Bertolini (Vitaphone Racing Team - Maserati)
- 2007 -  Thomas Biagi (Vitaphone Racing Team - Maserati)
- 2008 -  Michael Bartels /  Andrea Bertolini (Vitaphone Racing Team - Maserati)
- 2009 -  Michael Bartels /  Andrea Bertolini (Vitaphone Racing Team - Maserati)

Championnat du Monde FIA GT1
- 2010 -  Michael Bartels /  Andrea Bertolini (Vitaphone Racing Team - Maserati)
- 2011 -  Lucas Luhr /  Michael Krumm (JR Motorsports - Nissan)
- 2012 -  Marc Basseng /  Markus Winkelhock (All-Inkl.com Münnich Motorsport - Mercedes)

FIA GT Series
- 2013 -  Stéphane Ortelli /   Laurens Vanthoor (Belgian Audi Club Team WRT)

Le reprise du championnat du Monde d'Endurance par l'association de la FIA et de l'ACO, donnera de l'importance aux catégories GT. L'implication des constructeurs donne lieu à l'activation d'un titre Mondial pour les pilotes GT. Avec l'arrivée de nouvelles réglementations à l'approche de 2024, le titre à disparu momentanément.
Coupe du monde des Pilotes GTE (WEC)
- 2013 -  Gianmaria Bruni (Ferrari)
- 2014 -  Gianmaria Bruni /  Toni Vilander (Ferrari)
- 2015 -  Richard Lietz (Porsche)
- 2016 -  Nicki Thiim /  Marco Sørensen (Aston Martin)

Championnat du Monde d'Endurance - GT
- 2017 -  Alessandro Pier Guidi /  James Calado (Ferrari)
- 2018-19 -  Michael Christensen /  Kévin Estre (Porsche)
- 2020 -  Nicki Thiim /  Marco Sørensen (Aston Martin)
- 2021 -  Alessandro Pier Guidi /  James Calado (Ferrari)
- 2022 -  Alessandro Pier Guidi /  James Calado (Ferrari)

Trophée d'endurance pour les pilotes LMGTE Am
- 2023 -  Nicky Catsburg /  Nicolás Varrone /  Ben Keating (Corvette Racing)

Trophée d'endurance pour les pilotes LMGT3
- 2024 -  Aliaksandr Malykhin /  Joel Sturm /  Klaus Bachler (Manthey PureRxcing - Porsche)

### Rallycross (depuis 2014)[6]
Championnat du Monde de Rallycross FIA
- 2014 -  Petter Solberg (PSRX - Citroën)
- 2015 -  Petter Solberg (SDRX - Citroën)
- 2016 -  Mattias Ekström (EKS RX - Audi)
- 2017 -  Johan Kristoffersson (PSRX Volkswagen Sweden)
- 2018 -  Johan Kristoffersson  (PSRX Volkswagen Sweden)
- 2019 -  Timmy Hansen (Team Hansen - Peugeot)
- 2020 -  Johan Kristoffersson (Volkswagen Dealerteam)
- 2021 -  Johan Kristoffersson (EKS KYB - Audi)
- 2022 -  Johan Kristoffersson (Kristoffersson Motorsport - Volkswagen)
- 2023 -  Johan Kristoffersson (Kristoffersson Motorsport - Volkswagen)
- 2024 -  Johan Kristoffersson (Kristoffersson Motorsport - Volkswagen)

### Formule Electrique (depuis 2021)[7]
Championnat de Formule E FIA
- 2015 -  Nelson Piquet Jr. (NEXTEV TCR)
- 2016 -  Sébastien Buemi (Renault e.Dams)
- 2017 -  Lucas di Grassi (Audi ABT)
- 2018 -  Jean-Éric Vergne (Techeetah)
- 2019 -  Jean-Éric Vergne (DS Techeetah)
- 2020 -  António Félix da Costa (DS Techeetah)

Championnat du Monde de Formule E
- 2021 -  Nyck de Vries (Mercedes EQ)
- 2022 -  Stoffel Vandoorne (Mercedes EQ)
- 2023 -  Jake Dennis (Andretti-Porsche)
- 2024 -  Pascal Wehrlein (TAG Heuer Porsche)

### Rally Raid (depuis 2022)
Coupe du Monde des Rallyes Tout Terrain
- 1993 -  Pierre Lartigue (Citroën)
- 1994 -  Pierre Lartigue (Citroën)
- 1995 -  Pierre Lartigue (Citroën)
- 1996 -  Pierre Lartigue (Citroën)
- 1997 -  Ari Vatanen (Citroën)
- 1998 -  Jean-Louis Schlesser (Schlesser-Renault)
- 1999 -  Jean-Louis Schlesser (Schlesser-Renault)
- 2000 -  Jean-Louis Schlesser (Schlesser-Renault)
- 2001 -  Jean-Louis Schlesser (Schlesser-Renault)
- 2002 -  Jean-Louis Schlesser (Schlesser-Renault)
- 2003 -  Carlos Sousa (Mitsubishi)
- 2004 -  Khalifa Al Mutaiwei (BMW)
- 2005 -  Bruno Saby (Volkswagen)
- 2006 -  Sergey Shmakov (ZIL)
- 2007 -  Carlos Sainz (Volkswagen)
- 2008 -  Nasser Al-Attiyah (BMW)
- 2009 -  Guerlain Chicherit (BMW)
- 2010 -  Leonid Novitskiy (BMW)
- 2011 -  Leonid Novitskiy (BMW)
- 2012 -  Khalifa Al Mutaiwei (Mini)
- 2013 -  Krzysztof Holowczyc (Mini)
- 2014 -  Vladimir Vasilyev (Mini)
- 2015 -  Nasser Al-Attiyah (Mini)
- 2016 -  Nasser Al-Attiyah (Toyota)
- 2017 -  Nasser Al-Attiyah (Toyota)
- 2018 -  Jakub Przygonski (Mini)
- 2019 -  Stéphane Peterhansel (Mini)
- 2020 - Non décerné
- 2021 -  Nasser Al-Attiyah (Toyota)

Championnat du Monde des Rallye-Raid (W2RC)
- 2022 -  Nasser Al-Attiyah (Toyota)
- 2023 -  Nasser Al-Attiyah (Toyota)
- 2024 -  Nasser Al-Attiyah (Prodrive + Dacia)

## Constructeurs & Equipes Champions du Monde de la FIA

### Championnat du Monde des Manufacturiers (1925-1929)
Décerné par l'AIACR, entité précédant la FIA.
- 1925 -  Alfa Romeo
- 1926 -  Bugatti
- 1927 -  Delage
- 1928 - Non décerné
- 1929 - Non décerné

### Formule 1 (depuis 1958)[9]
Championnat du Monde de Formule 1
- 1958 -  Vanwall
- 1959 -  Cooper-Climax
- 1960 -  Cooper-Climax
- 1961 -  Ferrari
- 1962 -  BRM
- 1963 -  Lotus-Climax
- 1964 -  Ferrari
- 1965 -  Lotus-Climax
- 1966 -  Brabham-Repco
- 1967 -  Brabham-Repco
- 1968 -  Lotus-Ford Cosworth
- 1969 -  Matra-Ford Cosworth
- 1970 -  Lotus-Ford Cosworth
- 1971 -  Tyrrell- Ford Cosworth
- 1972 -  Lotus-Ford Cosworth
- 1973 -  Lotus-Ford Cosworth
- 1974 -  McLaren-Ford Cosworth
- 1975 -  Ferrari
- 1976 -  Ferrari
- 1977 -  Ferrari
- 1978 -  Lotus-Ford Cosworth
- 1979 -  Ferrari
- 1980 -  Williams-Ford Cosworth
- 1981 -  Williams-Ford Cosworth
- 1982 -  Ferrari
- 1983 -  Ferrari
- 1984 -  McLaren-TAG Porsche
- 1985 -  McLaren-TAG Porsche
- 1986 -  Williams-Honda
- 1987 -  Williams-Honda
- 1988 -  McLaren-Honda
- 1989 -  McLaren-Honda
- 1990 -  McLaren-Honda
- 1991 -  McLaren-Honda
- 1992 -  Williams-Renault
- 1993 -  Williams-Renault
- 1994 -  Williams-Renault
- 1995 -  Benetton-Renault
- 1996 -  Williams-Renault
- 1997 -  Williams-Renault
- 1998 -  McLaren-Mercedes
- 1999 -  Ferrari
- 2000 -  Ferrari
- 2001 -  Ferrari
- 2002 -  Ferrari
- 2003 -  Ferrari
- 2004 -  Ferrari
- 2005 -  Renault
- 2006 -  Renault
- 2007 -  Ferrari
- 2008 -  Ferrari
- 2009 -  Brawn GP-Mercedes
- 2010 -  Red Bull-Renault
- 2011 -  Red Bull-Renault
- 2012 -  Red Bull-Renault
- 2013 -  Red Bull-Renault
- 2014 -  Mercedes
- 2015 -  Mercedes
- 2016 -  Mercedes
- 2017 -  Mercedes
- 2018 -  Mercedes
- 2019 -  Mercedes
- 2020 -  Mercedes
- 2021 -  Mercedes
- 2022 -  Red Bull-RBPT
- 2023 -  Red Bull-Honda RBPT
- 2024 -  McLaren-Mercedes

### Voitures de Sport & Endurance (1953 - 1992; depuis 2012)
Championnat du Monde des voitures de Sport
- 1953 -  Ferrari
- 1954 -  Ferrari
- 1955 -  Mercedes-Benz
- 1956 -  Ferrari
- 1957 -  Ferrari
- 1958 -  Ferrari
- 1959 -  Aston Martin
- 1960 -  Ferrari
- 1961 -  Ferrari
- 1962 -  Ferrari
- 1963 -  Ferrari
- 1964 -  Ferrari
- 1965 -  Shelby
- 1966 -  Ford
- 1967 -  Ferrari
- 1968 -  Ford
- 1969 -  Porsche
- 1970 -  Porsche
- 1971 -  Porsche
- 1972 -  Ferrari
- 1973 -  Matra
- 1974 -  Matra
- 1975 -  Alfa Romeo
- 1976 -  Porsche
- 1977 -  Alfa Romeo
- 1978 -  Porsche
- 1979 -  Porsche
- 1980 -  Lancia
- 1981 -  Lancia
- 1982 -  Porsche
- 1983 -  Porsche
- 1984 -  Porsche
- 1985 -  Rothmans Porsche
- 1986 -  Brun Motorsport (Porsche)
- 1987 -  Silk Cut Jaguar
- 1988 -  Silk Cut Jaguar
- 1989 -  Sauber-Mercedes
- 1990 -  Sauber-Mercedes
- 1991 -  Silk Cut Jaguar
- 1992 -  Peugeot Talbot Sport

Championnat International des Manufacturiers (Grand Tourisme)
- 1966 -  Ford
- 1967 -  Ford

Championnat du Monde des Marques (Grand Tourisme)
- 1976 -  Porsche
- 1977 -  Porsche

International Sports Racing Series (FIA Sports Car Championship en 2001)
- 1997 - Non décerné
- 1998 -  JB Giesse (Ferrari)
- 1999 -  JB Giesse (Ferrari)
- 2000 -  JB Giesse (Ferrari)
- 2001 -  Scuderia Italia (Ferrari)
- 2002 -  Racing for Holland (Dome)
- 2003 -  Racing for Holland (Dome)

Intercontinental le Mans Cup - Organisé de l'ACO
- 2010 -  Team Peugeot Total
- 2011 -  Team Peugeot Total

Championnat du Monde d'Endurance (WEC)
- 2012 -  Audi
- 2013 -  Audi
- 2014 -  Toyota
- 2015 -  Porsche
- 2016 -  Porsche
- 2017 -  Porsche
- 2018-19 -  Toyota Gazoo Racing
- 2020 -  Toyota Gazoo Racing
- 2021 -  Toyota
- 2022 -  Toyota
- 2023 -  Toyota
- 2024 -  Toyota

### Rallye (depuis 1973)
Championnat International des Marques (ICM)
- 1970 -  Porsche
- 1971 -  Alpine
- 1972 -  Lancia

Championnat du Monde des Rallyes (WRC)
- 1973 -  Alpine-Renault
- 1974 -  Lancia
- 1975 -  Lancia
- 1976 -  Lancia
- 1977 -  Fiat
- 1978 -  Fiat
- 1979 -  Ford
- 1980 -  Fiat
- 1981 -  Talbot
- 1982 -  Audi
- 1983 -  Lancia
- 1984 -  Audi
- 1985 -  Peugeot
- 1986 -  Peugeot
- 1987 -  Lancia
- 1988 -  Lancia
- 1989 -  Lancia
- 1990 -  Lancia
- 1991 -  Lancia
- 1992 -  Lancia
- 1993 -  Toyota
- 1994 -  Toyota
- 1995 -  Subaru
- 1996 -  Subaru
- 1997 -  Subaru
- 1998 -  Mitsubishi
- 1999 -  Toyota
- 2000 -  Peugeot
- 2001 -  Peugeot
- 2002 -  Peugeot
- 2003 -  Citroën
- 2004 -  Citroën
- 2005 -  Citroën
- 2006 -  Ford
- 2007 -  Ford
- 2008 -  Citroën
- 2009 -  Citroën
- 2010 -  Citroën
- 2011 -  Citroën
- 2012 -  Citroën
- 2013 -  Volkswagen
- 2014 -  Volkswagen
- 2015 -  Volkswagen
- 2016 -  Volkswagen
- 2017 -  M-Sport (Ford)
- 2018 -  Toyota
- 2019 -  Hyundai
- 2020 -  Hyundai
- 2021 -  Toyota
- 2022 -  Toyota
- 2023 -  Toyota
- 2024 -  Toyota

### Voitures de Tourisme (1987; 2005 - 2017)
Championnat du Monde des voitures de tourisme
- 1987 -  Eggenberger Motorsport (Ford)

Coupe du Monde des voitures de tourisme
- 1993 - Non décerné
- 1994 -  BMW
- 1995 -  Audi

International Touring Car Championship (voir DTM)
- 1995 -  Mercedes
- 1996 -  Opel

Championnat du Monde des voitures de tourisme (WTCC)
- 2005 -  BMW
- 2006 -  BMW
- 2007 -  BMW
- 2008 -  SEAT
- 2009 -  SEAT
- 2010 -  Chevrolet
- 2011 -  Chevrolet
- 2012 -  Chevrolet
- 2013 -  Honda
- 2014 -  Citroën
- 2015 -  Citroën
- 2016 -  Citroën
- 2017 -  Volvo

Coupe du Monde des voitures de tourisme (WTCR)
- 2018 -  YMR (Hyundai)
- 2019 -  Cyan Racing (Lynk & Co.)
- 2020 -  Cyan Racing (Lynk & Co.)
- 2021 -  Cyan Racing (Lynk & Co.)
- 2022 -  BRC Hyundai N Squadra Corse

TCR World Tour
- 2023 -  Cyan Racing (Lynk & Co.)
- 2024 -  Cyan Racing (Lynk & Co.)

### Voitures de Grand Tourisme (2010 - 2012; 2017 - 2022)
Championnat BPR - Championnat indépendant de la FIA
- 1994 - Non décerné
- 1995 -  West competition (McLaren)
- 1996 -  Gulf Racing GTC (McLaren)

Championnat FIA GT
- 1997 -  Mercedes-AMG
- 1998 -  Mercedes-AMG
- 1999 -  Chrysler Viper Team Oreca
- 2000 -  Lister Storm Racing
- 2001 -  Larbre Compétition-Chéreau (Chrysler)
- 2002 -  Larbre Compétition-Chéreau (Chrysler)
- 2003 -  Scuderia Italia (Ferrari)
- 2004 -  Scuderia Italia (Ferrari)
- 2005 -  Vitaphone Racing (Maserati)
- 2006 -  Vitaphone Racing (Maserati)
- 2007 -  Vitaphone Racing (Maserati)
- 2008 -  Vitaphone Racing (Maserati)
- 2009 -  Vitaphone Racing (Maserati)

Championnat du Monde FIA GT1
- 2010 -  Vitaphone Racing (Maserati)
- 2011 -  Hexis AMR (Aston Martin)
- 2012 -  All-Inkl.com Münnich Motorsport (Mercedes)

FIA GT Series
- 2013 -  Belgian Audi Club Team WRT

Championnat du Monde d'Endurance
Coupe du Monde des Constructeurs GTE (WEC)
- 2012 -  Ferrari
- 2013 -  Ferrari
- 2014 -  Ferrari
- 2015 -  Porsche
- 2016 -  Ferrari

Championnat du Monde des Constructeurs GT
- 2017 -  Ferrari
- 2018-19 -  Porsche
- 2020 -  Aston Martin
- 2021 -  Ferrari
- 2022 -  Ferrari

Trophée Endurance FIA des écuries GTE Am
- 2023 -  Corvette Racing

Trophée d'endurance pour les pilotes LMGT3
- 2024 -  Manthey PureRxcing (Porsche)

### Rallycross (depuis 2014)
Championnat du Monde de Rallycross FIA
- 2014 -  Olsbergs MSE (Ford)
- 2015 -  Hansen Motorsport (Peugeot)
- 2016 -  EKS RX (Audi)
- 2017 -  PSRX Volkswagen Sweden (Volkswagen)
- 2018 -  PSRX Volkswagen Sweden (Volkswagen)
- 2019 -  Team Hansen Peugeot
- 2020 -  KYB Team JC (Audi)
- 2021 -  Hansen World RX Team (Peugeot)
- 2022 -  Kristoffersson Motorsport (Volkswagen)
- 2023 -  Kristoffersson Motorsport (Volkswagen)
- 2024 -  Kristoffersson Motorsport (Volkswagen)

### Formule Electrique (depuis 2021)
Championnat de Formule E FIA
- 2015 -  e.Dams-Renault
- 2016 -  e.Dams-Renault
- 2017 -  e.Dams-Renault
- 2018 -  Audi Sport Abt Schaeffler
- 2019 -  DS Techeetah
- 2020 -  DS Techeetah

Championnat du Monde de Formule E de la FIA
- 2021 -  Mercedes-Benz EQ Formula E Team
- 2022 -  Mercedes-Benz EQ Formula E Team
- 2023 -  Envision Racing
- 2024 -  Jaguar Racing

### Rally Raid (depuis 2022)
Championnat du Monde des Rallyes Raids (W2RC)
- 2022 -  Toyota
- 2023 -  Toyota
- 2024 -  Toyota

## Statistiques

### Multiples champions - Pilotes
(*) Apparaissent ici les pilotes ayant remporté au moins trois titres majeurs dans les compétitions internationales de la FIA. Seules les années en Gras sont comptabilisées par la FIA comme étant titre mondial.
Petter Solberg, Fernando Alonso et José Maria Lopez sont actuellement les seuls pilotes à avoir remporté un titre mondial officiel dans deux championnats différents.
| Pilotes               | Titres | Championnat (Années)                                       |
| --------------------- | ------ | ---------------------------------------------------------- |
| Sébastien Loeb        | 9      | WRC (2004, 2005, 2006, 2007, 2008, 2009, 2010, 2011, 2012) |
| Sébastien Ogier       | 8      | WRC (2013, 2014, 2015, 2016, 2017, 2018, 2020, 2021)       |
| Jean-Louis Schlesser  | 7      | WSC (1989, 1990) ; CCR (1998, 1999, 2000, 2001, 2002)      |
| Michael Schumacher    | 7      | F1 (1994, 1995, 2000, 2001, 2002, 2003, 2004)              |
| Lewis Hamilton        | 7      | F1 (2008, 2014, 2015, 2017, 2018, 2019, 2020)              |
| Nasser Al-Attiyah     | 7      | CCR (2008, 2015, 2016, 2017, 2021) ; W2RC (2022, 2023)     |
| Johan Kristoffersson  | 7      | WRX (2017, 2018, 2020, 2021, 2022, 2023, 2024)             |
| Juan Manuel Fangio    | 5      | F1 (1951, 1954, 1955, 1956, 1957)                          |
| José Maria Lopez      | 5      | WTCC (2014, 2015, 2016) ; WEC (2019-20, 2021)              |
| Sébastien Buemi       | 5      | WEC (2014, 2018-19, 2022, 2023) ; FE (2015-16)             |
| Alain Prost           | 4      | F1 (1985,1986, 1989, 1993)                                 |
| Juha Kankkunen        | 4      | WRC (1986, 1987, 1991, 1993)                               |
| Pierre Lartigue       | 4      | CCR (1993, 1994, 1995, 1996)                               |
| Tommi Mäkinen         | 4      | WRC (1996, 1997, 1998, 1999)                               |
| Michael Bartels       | 4      | GT (2006) ; GT1 (2008, 2009, 2010)                         |
| Andrea Bertolini      | 4      | GT (2006) ; GT1 (2008, 2009, 2010)                         |
| Yvan Muller           | 4      | WTCC (2008, 2010, 2011, 2013)                              |
| Sebastian Vettel      | 4      | F1 (2010, 2011, 2012, 2013)                                |
| Brendon Hartley       | 4      | WEC (2015, 2017, 2022, 2023)                               |
| Max Verstappen        | 4      | F1 (2021, 2022, 2023, 2024)                                |
| Jack Brabham          | 3      | F1 (1959, 1960, 1966)                                      |
| Jackie Stewart        | 3      | F1 (1969, 1971, 1973)                                      |
| Niki Lauda            | 3      | F1 (1975, 1977, 1984)                                      |
| Nelson Piquet         | 3      | F1 (1981, 1983, 1987)                                      |
| Ayrton Senna          | 3      | F1 (1988, 1990, 1991)                                      |
| Carlos Sainz          | 3      | WRC (1990, 1992) ; CCR (2007)                              |
| Andy Priaulx          | 3      | WTCC (2005, 2006, 2007)                                    |
| Petter Solberg        | 3      | WRC (2003) ; WRX (2014, 2015)                              |
| Fernando Alonso       | 3      | F1 (2005, 2006) ; WEC (2018-19)                            |
| Alessandro Pier Guidi | 3      | WEC GT (2017, 2021, 2022)                                  |
| James Calado          | 3      | WEC GT (2017, 2021, 2022)                                  |

### Multiples champions - Constructeurs
(*) Apparaissent ici les constructeurs impliqués au moins à dix reprises dans le palmarès mentionné.
| Pilotes      | Titres |
| ------------ | ------ |
| Ferrari      | 68     |
| Porsche      | 43     |
| Mercedes     | 42     |
| Ford         | 39     |
| Toyota       | 38     |
| Renault      | 33     |
| Citroën / DS | 30     |
| McLaren      | 25     |
| Volkswagen   | 23     |
| Lancia       | 19     |
| Audi         | 18     |
| Peugeot      | 17     |
| Honda        | 16     |
| Williams     | 16     |
| BMW          | 14     |
| Red Bull     | 14     |
| Lotus        | 13     |
| Maserati     | 13     |
| Hyundai      | 10     |